# Keri
Keri este o insulă estonă de 3,1 ha situată în Golful Finic. Ea se află la aproximativ 6 km nord de insula Prangli și este una dintre cele mai nordice insule ale Estoniei. Ea este cunoscută pentru farul său cu același nume. Din punct de vedere administrativ aparține satului Kelnase din comuna Viimsi, comitatul Harju.

## Istorie
Prima atestare documentară a insulei Keri a fost înregistrată în 1623. Mai multe căi maritime importante au trecut de-a lungul timpului pe lângă insulă, astfel că în 1724 acolo a fost instalat un far la ordinul lui Petru cel Mare. Farul actual a fost construit în 1803. În 1902 s-a descoperit gaz natural în timpul forării unei fântâni. Între 1906 și 1912 gazul a fost folosit pentru a alimenta farul și a încălzi celelalte clădiri de pe insulă. La momentul respectiv era singurul far din lume alimentat cu gaz. După un impuls seismic în 1912 fluxul de gaz a încetat.
Paznicii de far și familiile lor au fost singurii locuitori permanenți ai insulei în trecut. Ultimul paznic a părăsit insula Keri în septembrie 2002. De atunci farul operează în mod automat, energia electrică fiind produsă de panouri solare și o centrală eoliană.
În 1940 avionul civil finlandez Kaleva a fost doborât în apropiere de insulă de două avioane sovietice de tip Beriev MBR-2. La 14 iunie 1993 pe Keri a fost inaugurat un monument în memoria celor nouă victime ale atacului.

## Galerie

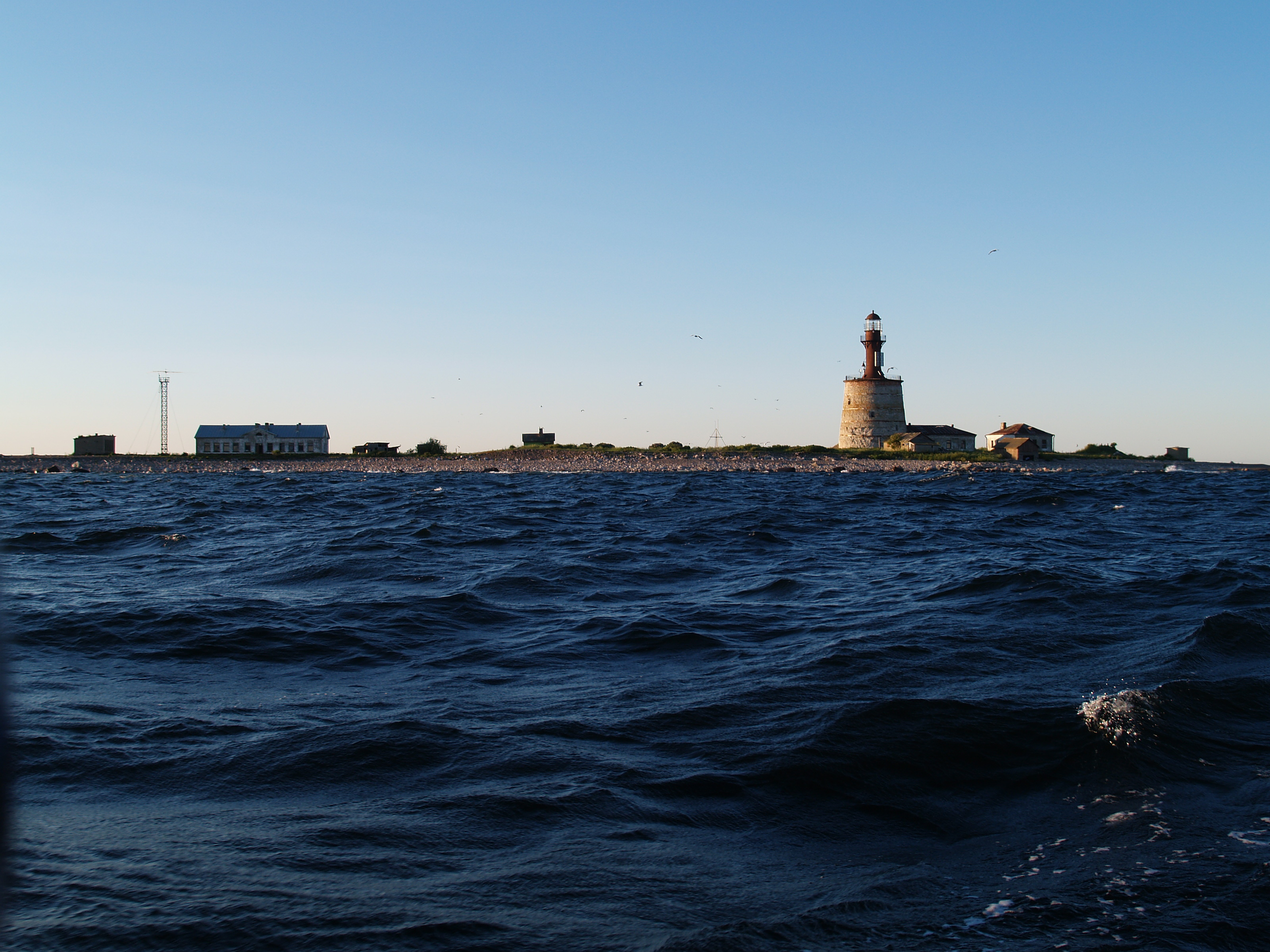
Vedere de pe mare
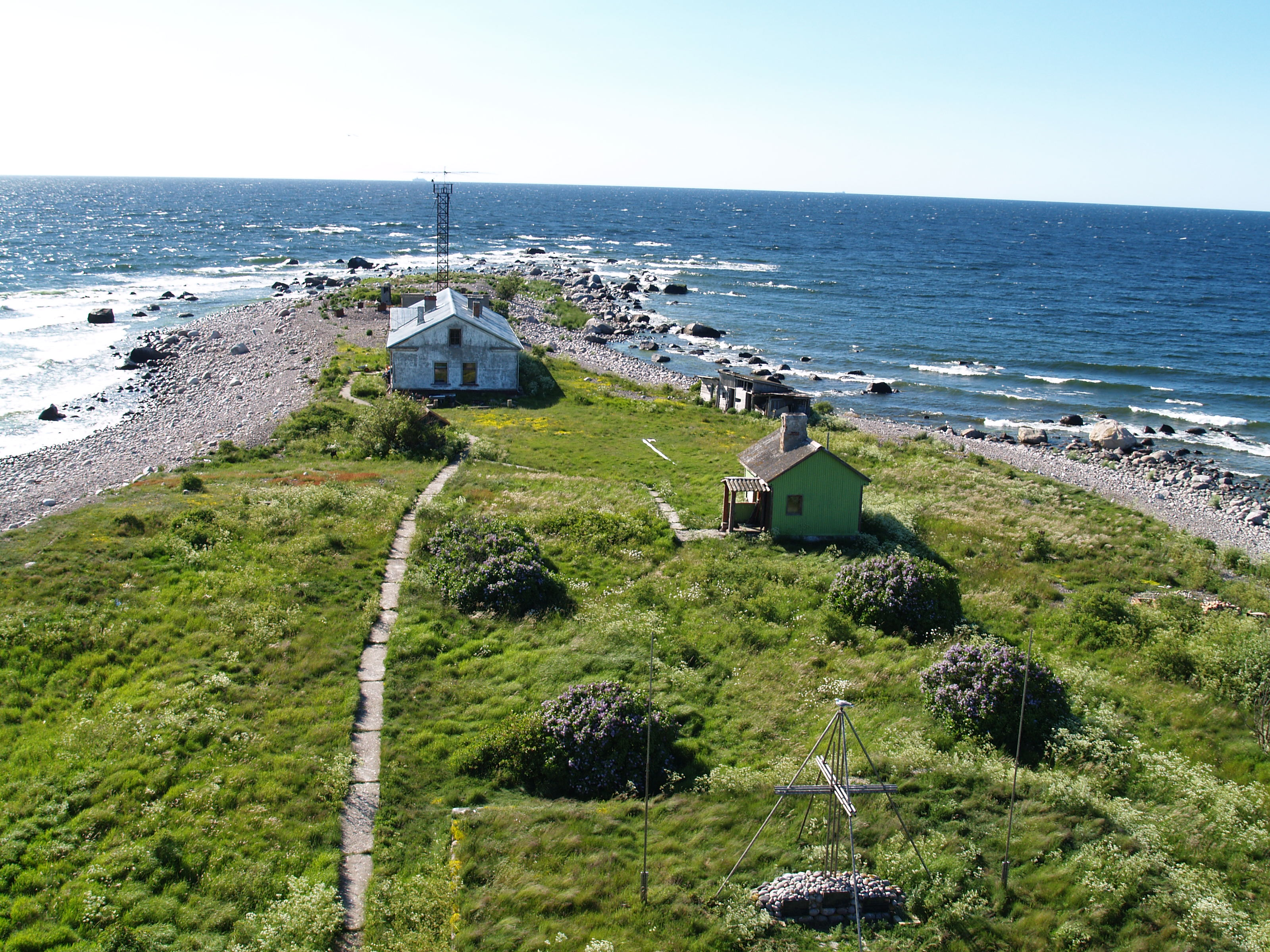
Insula Keri
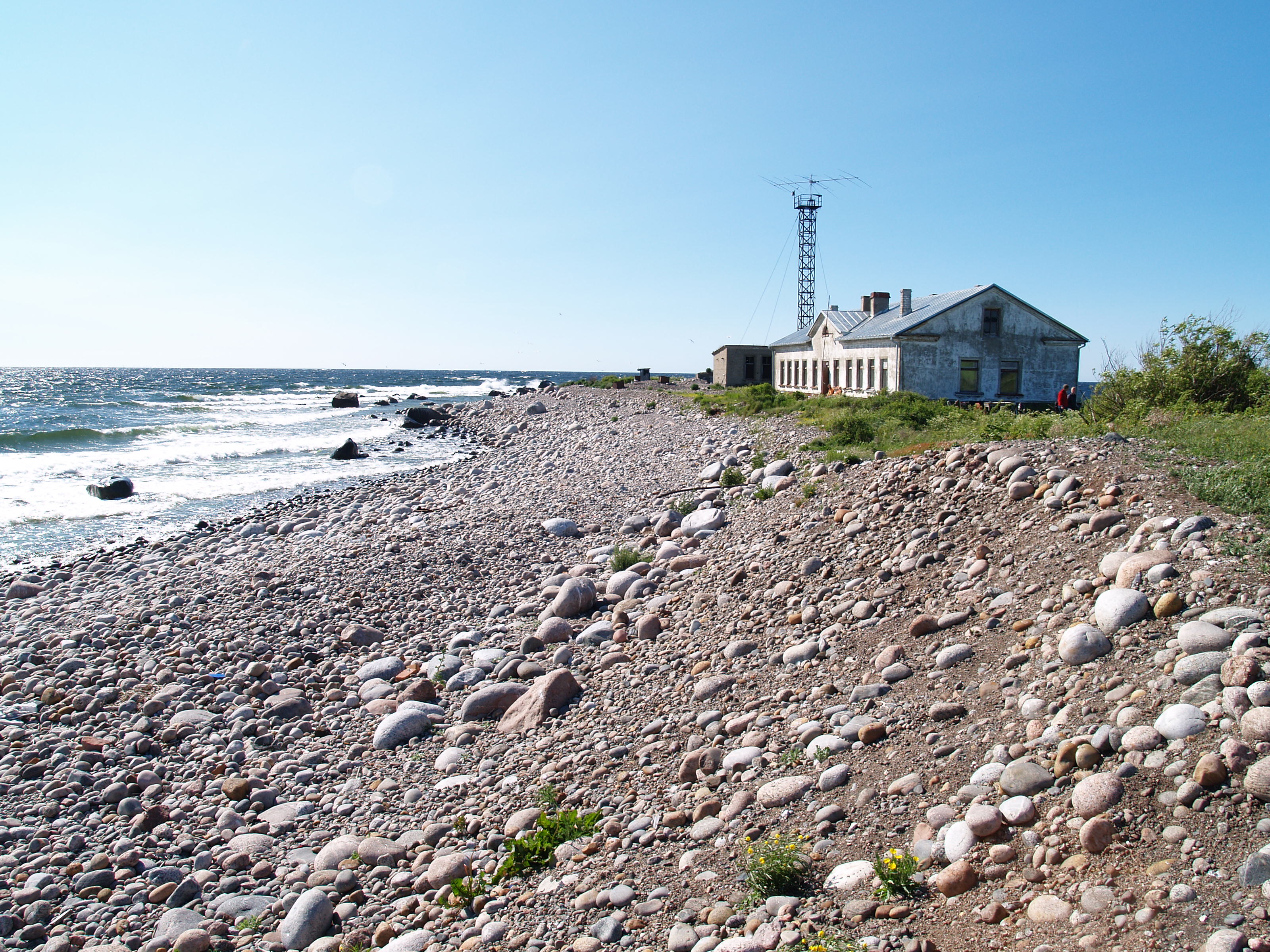
Plaja
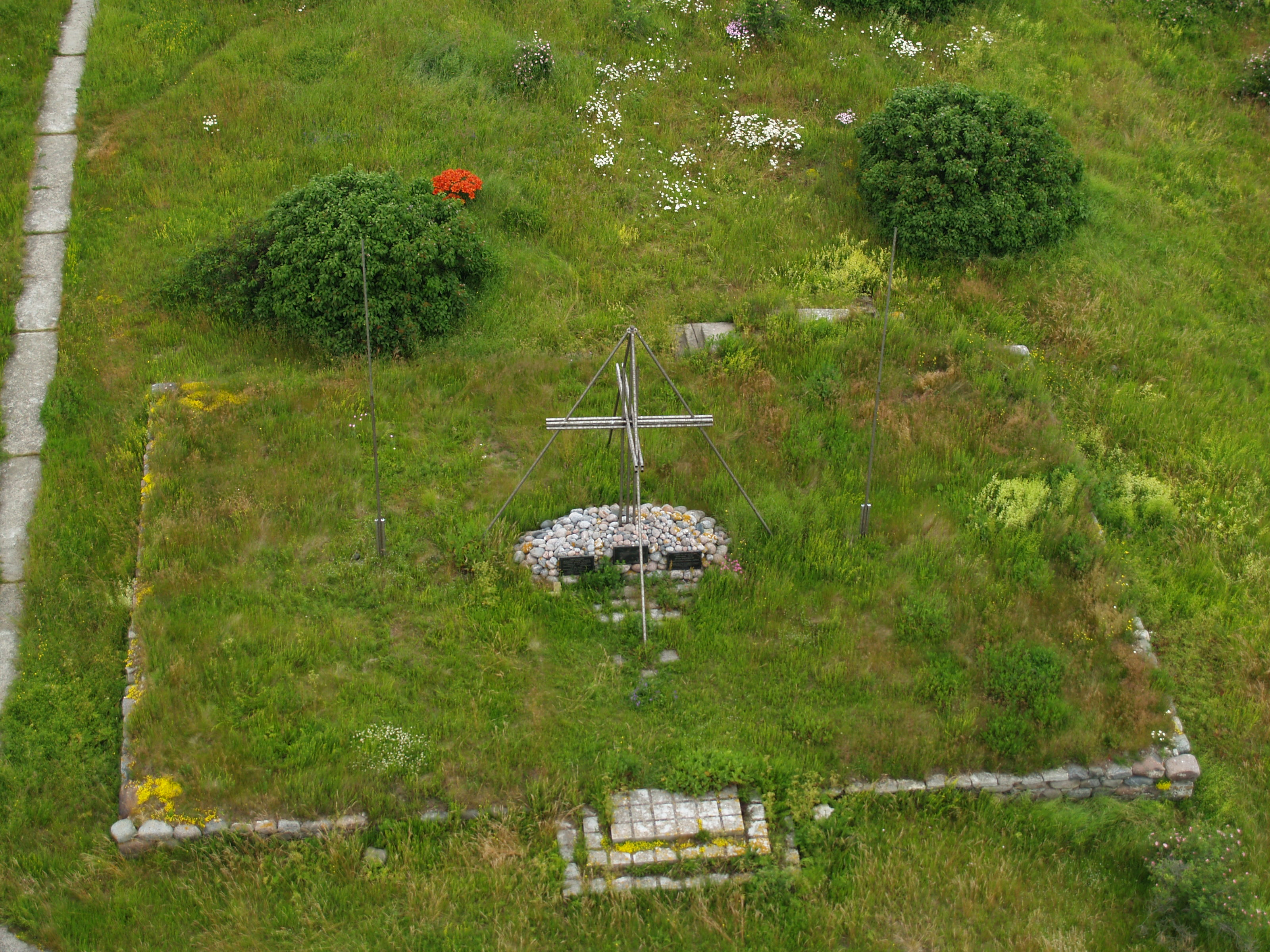
Memorialul Kaleva